# Manen van Saturnus
De planeet Saturnus heeft 274 manen, waarvan de eerste in de 17e eeuw door Christiaan Huygens is waargenomen.

## Geschiedenis
De eerste manen werden ontdekt met telescopen in de 17e eeuw. Sindsdien zijn er met betere apparatuur en bij missies van onbemande ruimtevaartuigen steeds meer ontdekt. In 1655 werd de maan Titan ontdekt door de Nederlander Christiaan Huygens. De Italiaanse astronoom Cassini geldt als de ontdekker van vier van eerste vier: Iapetus en Rhea in 1671 en 1672, en Tethys en Dione in 1684.
De later ontdekte manen hebben een grote variatie in omvang. Het onderscheid tussen een minimaantje (moonlet) zoals S/2009 S1 en een groot brok in een ring is moeilijk aan te geven. In mei 2023 waren er 63 manen met volledig bevestigde banen die een naam hadden.
Eind 2004 waren er 35 manen en maantjes bekend, waarvan er 30 een definitieve naam hadden gekregen. Vier manen hebben een doorsnede tussen 1050 en 1530 km. Titan is met een doorsnede van 5150 km het grootst en die is daarmee duidelijk groter dan onze eigen Maan. Titan is ook veel groter dan de dwergplaneet Pluto en zelfs iets groter dan de kleinste echte planeet uit het zonnestelsel: Mercurius. Titan bezit bovendien een atmosfeer. De meeste maantjes bestaan uit ijs en steen.
In mei 2005 maakten astronomen van de Universiteit van Hawaï bekend een dozijn nieuwe manen ontdekt te hebben. Dit bracht het aantal op 48 bekende natuurlijke satellieten. De met de Subaru-telescoop ontdekte manen zijn klein en onregelmatig gevormd (drie tot zeven kilometer). Op een na draaien ze allemaal tegen de draairichting in van de andere Saturnusmanen en ze hebben bijna twee jaar nodig voor een omloop. Waarschijnlijk werden ze door de gravitatie gevangen en komen van buiten Saturnus, ze bevinden zich dan ook ver van de planeet.
De Cassini-Huygens missie heeft zeven kleine maantjes ontdekt (Methone, Pallene, Polydeuces, Daphnis, Anthe, Aegaeon en S/2009 S1).
In oktober 2019 werd bekendgemaakt dat een team van het Carnegie Institution of Science onder leiding van Scott S. Sheppard nog eens 20 manen rond Saturnus had ontdekt, wederom met behulp van de Subaru-telescoop. Al deze manen hebben een doorsnede van omstreeks 5 kilometer. Van deze manen draaien er 17 tegen de draairichting van Saturnus in (retrograad) en draaien er 3 met Saturnus mee. Door deze ontdekking werd Saturnus tevens de planeet met de meeste (bekende) manen in het zonnestelsel.
| Manen van Saturnus | Manen van Saturnus | Manen van Saturnus    | Manen van Saturnus | Manen van Saturnus      | Manen van Saturnus | Manen van Saturnus                 | Manen van Saturnus | Manen van Saturnus           |
| Nr.                | Naam               | Diameter (km)         | Massa (kg)         | Straal gem. omloop (km) | Omlooptijd (dag)   | Ontdekker(s)                       | Ontd. jaar         | Opmerkingen                  |
| ------------------ | ------------------ | --------------------- | ------------------ | ----------------------- | ------------------ | ---------------------------------- | ------------------ | ---------------------------- |
| XVIII              | Pan                | 20                    | 4,9×1015           | 133.584                 | 0,575.051          | Mark Showalter                     | 1990               |                              |
| XXXV               | Daphnis            | 6 - 8                 | ~2×1014            | 136.505                 | 0,595.37           | Carolyn C. Porco et al.            | 2005               |                              |
| XV                 | Atlas              | 30 (40 * 20)          | ~2×1015            | 137.665                 | 0,601.691          | Rich Terrile                       | 1980               |                              |
| XVI                | Prometheus         | 91 (145 × 85 × 62)    | 2,7×1017           | 139.380                 | 0,612.990          | S.A. Collins                       | 1980               |                              |
| 55                 | S/2004 S4*         | 3 - 5                 | ~3×1013            | 140.170                 | 0,618.3            | Carl Murray et al.                 | 2004               |                              |
| 56                 | S/2004 S6*         | 6 - 8                 | ~2×1014            | 140.760                 | 0,622.2            | Carolyn C. Porco et al.            | 2004               |                              |
| 54                 | S/2004 S3*         | 3 - 5                 | ~3×1013            | 141.071                 | 0,624.230          | Carl Murray et al.                 | 2004               |                              |
| XVII               | Pandora            | 84 (114 × 84 × 62)    | 2×1017             | 141.710                 | 0,628.500          | Collins                            | 1980               |                              |
| X                  | Janus              | 178 (196 × 192 × 150) | 1,90×1018          | 151.450                 | 0,694.595          | Audouin Dollfus                    | 1966               | gedeelde baan met Epimetheus |
| XI                 | Epimetheus         | 115 (144 × 108 × 98)  | 5,26×1017          | 151.450                 | 0,694.595          | Larson, Fountain & Walker          | 1980               | gedeelde baan met Janus      |
| I                  | Mimas              | 392                   | 3,79×1019          | 185.520                 | 0,942.422          | William Herschel                   | 1789               |                              |
| XXXII              | Methone            | 3                     | ~2×1013            | 194.251                 | 1,009.714          | Carolyn C. Porco et al.            | 2004               |                              |
| XXXIII             | Pallene            | 4                     | ~3×1013            | 212.283                 | 1,153.746          | Carolyn C. Porco et al.            | 2004 (1981)        |                              |
| II                 | Enceladus          | 498                   | 1,08×1020          | 238.020                 | 1,370.218          | William Herschel                   | 1789               |                              |
| III                | Tethys             | 1060                  | 6,175×1020         | 294.660                 | 1,887.803          | Giovanni Cassini                   | 1684               |                              |
| XIII               | Telesto            | 29 (34 × 28 × 36)     | ~7×1015            | 294.660                 | 1,887.803          | Smith, Reitsema, Larson & Fountain | 1980               | trojaan van Tethys (L4)      |
| XIV                | Calypso            | 26 (34 × 22 × 22)     | ~4×1015            | 294.660                 | 1,887.803          | Pascu, Seidelman, Baum & Currie    | 1980               | trojaan van Tethys (L5)      |
| IV                 | Dione              | 1120                  | 1,095×1021         | 377.400                 | 2,736.916          | Giovanni Cassini                   | 1684               |                              |
| XII                | Helene             | 33 (36 × 32 × 30)     | ~3×1016            | 377.400                 | 2,736.916          | P. Laques & J. Lecacheux           | 1980               | trojaan van Dione (L4)       |
| XXXIV              | Polydeuces         | 3,5                   | ~5×1013            | 377.400                 | 2,736.916          | Carolyn C. Porco et al.            | 2004               | trojaan van Dione (L5)       |
| V                  | Rhea               | 1530                  | 2,308×1021         | 527.040                 | 4,517.503          | Giovanni Cassini                   | 1672               |                              |
| VI                 | Titan              | 5150                  | 1,3452×1023        | 1.221.830               | 15,945.449         | Christiaan Huygens                 | 1655               |                              |
| VII                | Hyperion           | 286 (410 × 260 × 220) | 5,5×1018           | 1.464.100               | 21,276.635         | Bond, Bond & Lassell               | 1848               |                              |
| VIII               | Iapetus            | 1460                  | 1,805×1021         | 3.561.300               | 79,330.98          | Giovanni Cassini                   | 1671               |                              |
| XXIV               | Kiviuq             | 16                    | ~3×1015            | 11.110.000              | 449,22             | B. Gladman                         | 2000               |                              |
| XXII               | Ijiraq             | 12                    | ~1015              | 11.125.000              | 451,47             | J.J. Kavelaars & B. Gladman        | 2000               |                              |
| IX                 | Phoebe             | 220                   | 8,29×1018          | 12.944.000              | -548,212           | William Henry Pickering            | 1898               | retrograad                   |
| XX                 | Paaliaq            | 22                    | ~8×1015            | 15.200.000              | 686,94             | B. Gladman                         | 2000               |                              |
| XXVII              | Skathi             | 8                     | ~3×1014            | 15.539.000              | -728,18            | J.J. Kavelaars & B. Gladman        | 2000               | retrograad                   |
| XXVI               | Albiorix           | 32                    | ~2×1016            | 16.182.000              | 783,45             | M. Holman & T.B. Spahr             | 2000               |                              |
| XXXVII             | Bebhionn           | 5-7                   | ~3×1014            | 16.898.400              | 820,13             | Scott S. Sheppard et al.           | 2004               |                              |
| XXVIII             | Erriapo            | 10                    | ~8×1014            | 17.342.000              | 871,16             | J.J. Kavelaars & B. Gladman        | 2000               |                              |
| XXIX               | Siarnaq            | 40                    | ~4×1016            | 17.531.000              | 895,55             | B. Gladman & J.J. Kavelaars        | 2000               |                              |
| XXI                | Tarvos             | 15                    | ~3×1015            | 17.982.000              | 926,11             | J.J. Kavelaars & B. Gladman        | 2000               |                              |
| 59                 | S/2004 S13*        | 5-7                   | ~3×1014            | 18.056.300              | -905,848           | Scott S. Sheppard et al.           | 2004               | retrograad                   |
| XXV                | Mundilfari         | 6                     | ~2×1014            | 18.418.000              | -951,56            | B. Gladman & J.J. Kavelaars        | 2000               | retrograad                   |
| XXXI               | Narvi              | 7                     | ~3×1014            | 19.007.000              | -1003,93           | Scott S. Sheppard & D.C. Jewitt    | 2003               | retrograad                   |
| 60                 | S/2004 S17*        | 3-5                   | ~1014              | 19.099.200              | -985,45            | Scott S. Sheppard et al.           | 2004               | retrograad                   |
| XXXVIII            | Bergelmir          | 5-7                   | ~3×1014            | 19.372.200              | -1006,659          | Scott S. Sheppard et al.           | 2004               | retrograad                   |
| XXIII              | Suttungr           | 7                     | ~2×1014            | 19.459.000              | -1016,66           | B. Gladman & J.J. Kavelaars        | 2000               | retrograad                   |
| XXXVI              | Aegir              | 5-7                   | ~3×1014            | 19.618.400              | -1025,908          | Scott S. Sheppard et al.           | 2004               | retrograad                   |
| 58                 | S/2004 S12*        | 4-6                   | ~1014              | 19.905.900              | -1048,541          | Scott S. Sheppard et al.           | 2004               | retrograad                   |
| XXX                | Thrymr             | 7                     | ~2×1014            | 19.941.000              | -1094,29           | B. Gladman & J.J. Kavelaars        | 2000               | retrograad                   |
| XXXIX              | Bestla             | 6-8                   | ~4×1014            | 19.958.700              | -1052,722          | Scott S. Sheppard et al.           | 2004               | retrograad                   |
| XL                 | Farbauti           | 4-6                   | ~1014              | 20.290.800              | -1079,099          | Scott S. Sheppard et al.           | 2004               | retrograad                   |
| XLIII              | Hati               | 5-7                   | ~3×1014            | 20.303.300              | -1080,099          | Scott S. Sheppard et al.           | 2004               | retrograad                   |
| 57                 | S/2004 S7*         | 5-7                   | ~3×1014            | 20.576.700              | -1101,989          | Scott S. Sheppard et al.           | 2004               | retrograad                   |
| XLI                | Fenrir             | 5-7                   | ~3×1014            | 22.610.700              | -1269,362          | Scott S. Sheppard et al.           | 2004               | retrograad                   |
| XIX                | Ymir               | 18                    | ~5×1015            | 23.041.000              | -1315,35           | B. Gladman et al.                  | 2000               | retrograad                   |
| XLII               | Fornjot            | 5-7                   | ~3×1014            | 23.608.900              | -1354,342          | Scott S. Sheppard et al.           | 2004               | retrograad                   |
| XLIV               | Hyrrokkin          | ~8                    | ~3,5×1014          | 18.168.300              | -914,29            | Scott S. Sheppard et al.           | 2006               | retrograad                   |
| XLV                | Kari               | ~7                    | ~2,3×1014          | 22.321.200              | -1245,06           | Scott S. Sheppard et al.           | 2006               | retrograad                   |
| XLVI               | Loge               | ~6                    | ~1,5×1014          | 22.984.322              | -1300,95           | Scott S. Sheppard et al.           | 2006               | retrograad                   |
| XLVII              | Skoll              | ~6                    | ~1,5×1014          | 17.473.800              | -862,37            | Scott S. Sheppard et al.           | 2006               | retrograad                   |
| XLVIII             | Surtur             | 6                     |                    | 22.243.600              | -1238,575          | Scott S. Sheppard et al.           | 2006               | retrograad                   |
| XLIX               | Anthe              | 1,8                   | ~1,5×1012          | 197.700                 | 1,05089            | Carolyn C. Porco et al.            | 2007               |                              |
| L                  | Jarnsaxa           | ~6                    | ~1,5×1014          | 18.556.900              | -943,78            | Scott S. Sheppard et al.           | 2006               | retrograad                   |
| LI                 | Greip              | ~6                    | ~1,5×1014          | 18.065.700              | -906,56            | Scott S. Sheppard et al.           | 2006               | retrograad                   |
| LII                | Tarqeq             | ~7                    | ~2,3×1014          | 17.910.600              | 894,86             | Scott S. Sheppard et al.           | 2007               |                              |
| LIII               | Aegaeon            | ~0,5                  | ~1×1011            | 167.500                 | 0,80812            | Carolyn C. Porco et al.            | 2008               |                              |
| 61                 | S/2009 S1*         | ~0,3                  | <1×1011            | ~117.000                | ~0,47              | Carolyn C. Porco et al.            | 2009               |                              |

(*) Voorlopige namen in afwachting van de bevestiging van hun baan